# Rio da Areia
Der Rio da Areia ist ein etwa 151 km langer rechter Nebenfluss des Rio Iguaçu im Süden des brasilianischen Bundesstaats Paraná.

## Etymologie
Rio da Areia bedeutet auf Deutsch Sandfluss.

## Geografie

### Lage
Das Einzugsgebiet des Rio da Areia befindet sich auf dem Terceiro Planalto Paranaense (Dritte oder Guarapuava-Hochebene von Paraná).

### Verlauf
Sein Quellgebiet liegt im Munizip Inácio Martins auf 1.250 m Meereshöhe etwa 10 km östlich des Hauptorts. Es liegt in der Serra da Esperança (Teil der Serra Geral in Paraná), die die Zweite von der Dritten Hochebene von Paraná trennt. 
Die ersten ca. 30 km seines Laufs befinden sich im Umweltschutzgebiet Área de Proteção Ambiental (APA) da Serra da Esperança. Der Fluss verläuft in südwestlicher Richtung. Noch einmal 25 km weiter erreicht er eine Terra Indígena, der er seinen Namen gibt. Er umrundet sie im Osten. Unterhalb des Reservats bildet er die Grenze zwischen den Munizipien Cruz Machado und Pinhão. Etwa 40 km weiter beginnt das Gebiet, in dem er das Land für das Kraftwerk Foz do Areia überflutet. Der Stausee erstreckt sich über eine Länge von 45 km.
Dern Rio da Areia fließt zwischen Cruz Machado und Pinhão von rechts in den Rio Iguaçu. Er mündet auf 719 m Höhe. Er ist etwa 126 km lang.

### Munizipien im Einzugsgebiet
Am Rio da Areia liegen die drei Munizipien Inácio Martins, Cruz Machado und Pinhão.

## Terras Indígenas
Der Fluss bildet die nördliche, östliche und südliche Grenze der Terra Indígena Rio Areia. Gemäß der Datenbank der indigenen Territorien des Instituto Socioambiental leben hier 141 Menschen vom Volk der Guaraní Mbyá (Stand: 2014).
| Terra indígena | Völker       | Bewohner | Fläche (km²) | Bewohner pro km² | Kategorie      |
| -------------- | ------------ | -------- | ------------ | ---------------- | -------------- |
| Rio Areia      | Guarani Mbyá | 141      | 14,06        | 10               | Terra Indígena |

## Wasserkraftwerk
Die Usina Hidrelétrica (UHE) Foz do Areia ist mit 1,67 GW installierter Leistung das stärkste der fünf Wasserkraftwerke am Rio Iguaçu.

## Umweltschutzgebiet
Die Área de Proteção Ambiental (APA) da Serra da Esperança erstreckt sich von Süd nach Nord über etwa 150 km entlang der Serra da Esperança von União da Vitória bis zum Parque Estadual Salto São Francisco da Esperança nördlich von Guarapuava.